# 红豆小煤炱
红豆小煤炱（学名：Meliola ormosiae）是属于小煤炱目小煤炱科小煤炱属的一种真菌，寄生在红豆属植物上。该种分布于台湾。